# Мелья, Хулио Антонио
Ху́лио Анто́нио Ме́лья (исп. Julio Antonio Mella; 25 марта 1903, Гавана, Куба — 10 января 1929, Мехико, Мексика) — кубинский революционер-коммунист, лидер студенческого движения, основатель и руководитель Коммунистической партии Кубы.

## Ранние годы
Родился в Гаване в 1903 году, имя при рождении Никанор Макпартленд. Его отцом был Никанор Мелья Бреа (1851—1929), портной и сын Матиаса Рамона Мелья Кастильо, одного из героев войны за независимость Доминиканской Республики. Мать была дочерью ирландских иммигрантов.
Стал политическим активистом и был впервые арестован во время демократического правления (1921—1924) Альфредо Саяса-и-Альфонсо. Он изучал право в Гаванском университете, став радикальным лидером.
В августе 1925 года он стал одним из основателей Коммунистической партии Кубы, в ноябре 1925 года был арестован. После объявления голодовки его освободили и в начале 1926 году он эмигрировал в Мексику, где стал членом центрального комитета Мексиканской коммунистической партии.
В июле 1928 года по обвинению в троцкистских взглядах Мелья был исключён из состава ЦК компартии Мексики. Он пытался организовать вооружённое восстание против режима Х. Мачадо-и-Моралеса.
Был убит в эмиграции в Мексике во время вечерней прогулки с Тиной Модотти. Есть несколько версий убийства: самая популярная, которой придерживаются официальные власти Кубы, гласит, что он был убит агентами военной диктатуры, но есть также менее популярная версия, что он был убит коммунистом Витторио Видали за симпатии к троцкизму.

## Память
- 162-метровое торговое судно, в 1979 году построенное в Херсоне для кубинского торгового флота получило название «Хулио Антонио Мелья»[6].

## Сочинения
- Mella J. A. Ensayos revolucionarios. La Habana, 1960
- Mella J. A. Documentos para su vida. La Habana, 1964

На русском языке:
- Мелья Х. А. Публицистические статьи / Х. А. Мелья // Умираю за революцию / Э. Думпьерре, Ф. П. Крус. — М. : Политиздат, 1986. — С. 182—217.